# Elouan
Elouan (prononcé [eluan] ou [eluɑ̃]) est un prénom masculin breton. Il est fêté le 28 août. 

## Étymologie
Ce prénom, de la tradition bretonne, provient probablement de eu-, « bon », lou, « lumière  » et -an, diminutif. Mais il peut aussi procéder d'un mot celtique , lugh, signifiant « brillant, lumineux ». Dans la mythologie irlandaise Lugh était la divinité de la lumière. Il est essentiellement donné en Bretagne.

## Fête et saint patron
La Saint Elouan se fête le 28 août mais aussi le 4 août ou encore le 25 juin. 
Saint Elouan est un saint breton dont il est difficile de préciser l'histoire. Il serait un moine originaire d'Irlande au VIe siècle ou au VIIe siècle et disciple de saint Tugdual de Tréguier. Il serait allé évangéliser les païens d'Armorique avec beaucoup d'autres missionnaires. 
« Il n'est vénéré, semble-t-il, que dans une chapelle qui porte son nom et qui était située dans la commune de Saint-Guen, dans les Côtes-d'Armor et proche de Mûr-de-Bretagne dans une partie très excentrée de l'ancien évêché de Cornouaille. 
En 1646, le père Maunoir découvrit la chapelle du saint en ruine, et le saint lui-même. Il s'ensuivit une renaissance de son culte, amenant jusqu'à 80 000 pèlerins par an dans ce lieu isolé.» 
Son tombeau se trouverait dans cette chapelle. 

## Autre
Elouan est également un patronyme : plusieurs personnes le portent en nom de famille.

## Variantes
Il existe une variante, non bretonne, Élouann dont l'occurrence est beaucoup plus rare. 
Elouan a aussi donné de nombreuses variantes (dont certaines très fantaisistes et récentes) ou dérivés : Elouen, Élouen, Élouane, Loana, Loan ou Loann,  et Louane, Louanne etc. 
La variante Elouen était portée au XIXe siècle. 
Toutes ces variantes sont également fêtées le 28 août. En breton Elouan ne possède pas de féminin.

## Occurrence
En 2022 environs 7 916 Français portent ce prénom. Son année record d'attribution est 2006 avec 579 naissances. 2022 a vu naître 99 Elouan. 

## Prononciation
Bien que ce prénom se prononce [eluã:n] en breton, il se retrouve très souvent sous la prononciation [eluɑ:n]. De nombreuses personnes prononcent "en" à la place de [ɑ:n].